# Analetris eximia
Espèce
 Analetris eximia  est une espèce d'insectes appartenant à l'ordre des éphéméroptères.

## Répartition géographique
Cette espèce se retrouve en Amérique du Nord

## Référence
- (en) Edmunds & Koss, 1972 : A review of the Acanthametropodinae with a description of a new genus (Ephemeroptera: Siphlonuridae). Pan-Pacific Entomologist, n. 4892, p. 136-144 (texte original).